# Ланселот и Гиневра
Ланселот и Гиневра (енгл. Lancelot and Guinevere), такође познат као Мач Ланселота (енгл. Sword of Lancelot), британски је авантуристичко-љубавни филм из 1963. године, режисера, ко-сценаристе, ко-продуцента и главног глумца Корнела Вајлда. У споредним улогама су Џин Волас и Брајан Ахерн. Радња прати Ланселота, најцењенијег витеза Округлог стола краља Артура, који се заљубљује у краљицу Гиневру. Део филма снимљен је на Дивчибарама.

## Радња
Да би се оженио Гиневером, ћерком краља Леодограна, краљ Артур мора да пронађе витеза који ће победити Леодограновог шампиона. Артур бира сер Ланселота, који смртно рани свог противника. На повратку у Камелот, Ланселот спречава атентат на Гиневру који је организовао сер Модред, Артуров ванбрачни син; а пред крај путовања Ланселот и Гвиневра откривају љубав једно према другом. Иако је Ланселот одан Артуру, а Гиневрин брак са краљем одвија се како је планирано, не пролази много времена пре него што њих двоје постану љубавници.
Модред их шпијунира и обавештава Артура о неверству његове жене. Ланселот бежи, али Гиневра је осуђена да буде спаљена на ломачи. Он се враћа на време да је спасе, а затим нуди да се преда под условом да неће бити одмазде. Ипак, Артур га протерује и шаље Гиневру у манастир. Годинама касније, Модред убија Артура и преузима престо, а Ланселот се враћа да га победи, чиме је окончан грађански рат који бесни у Британији. Затим проналази Гиневру која се спрема да положи завет и постане монахиња.

## Улоге
| Глумац          | Улога        |
| --------------- | ------------ |
| Корнел Вајлд    | сер Ланселот |
| Џин Волас       | Гиневра      |
| Брајан Ахерн    | краљ Артур   |
| Џорџ Бејкер     | сер Гавејн   |
| Арчи Данкан     | сер Ламорак  |
| Адријен Кори    | леди Вивијан |
| Мајкл Мичам     | сер Модред   |
| Ијан Грегори    | сер Торс     |
| Марк Дигнам     | Мерлин       |
| Реџиналд Беквит | сер Дагонет  |
| Џон Бари        | сер Бедивир  |
| Ричард Торп     | сер Гарет    |
| Џозеф Томелти   | сер Кеј      |
| Грејам Старк    | Рајан        |